# Desperados
Desperados fue un grupo de música rock español de la década de los 80.

## Historia
La historia de Desperados empieza a mediados de los años 80 cuando Rafa Hernández (guitarra), Amando Cifuentes (bajo), Juan Luis Vizcaya (batería) y Javier el Moro (armónicas y saxo) forman la banda. Todos habían tocado en el grupo Octubre, además Rafa había ganado el VII Villa Madrid como parte de La Frontera. Paralelamente los hermanos Martín (Fernando y Guille) habían militado en Números Rojos, formación carabanchelera que se quedó a las puertas de ganar el Villa de Madrid en 1983 obteniendo el tercer puesto, y Martin & On The Rocks.
En 1985 a Rafa, Amando, Juan Luis y Javier se les unen Fernando y Guille, conformándose la primera formación sólida de la banda que poco a poco comenzará a despegar por el circuito madrileño. Un año más tarde, 1986, verá la luz su primer trabajo, el mini-LP " Desperados", en el que se encuentran canciones emblema del grupos como "Póker y Bourbon" y "Molly". De esta última grabarían un original y alocado videoclip en el parque de atracciones que pasaría a la historia de los documentos audiovisuales de la llamada Edad de Oro del Pop Español. En este mini-LP ya se encuentran los grandes rasgos que definirían su música: rock n roll español del fuertes raíces americanas ancladas en el country, el rockabilly, el folk, el surf y el rythm'n'blues.
1986 también fue el año en el que editaron su segundo trabajo, "¿Qué hay de nuevo viejo?", con el que, tras la poca repercusión de su primera referencia discográfica, empiezan a despegar.En este disco se pueden encontrar grandísmos temas como "La llave maestra", "Yo te llevaré", "Esto no es América" o "Baile (solo parejas)".
En 1989 lanzan "El Golpe", un álbum con dos auténticas perlas, el tema que da nombre al disco, y "La tormenta". Ese mismo año sacan un sencillo con el que obtendrían bastante éxito, "Flores muertas", con la versión de "Dead Flowers" de los Stones (una de las mejores versiones de la historia del rock español, con letra de Ramón Recio -letrista habitual de Glutamato Ye Yé- y Amparo Úbeda) y el instrumental "La guerra de Cuba".
En 1989 sacarían su último álbum, "Tan alto como nos dejen, tan fuerte como podamos", con cortes tan destacados como "No puedo estar mejor""Dulce chica triste", "Surf en la Kasbah" o el que le da nombre al LP.
La formación del grupo no llegó a tener demasiada estabilidad, a pesar de que la característica voz de Fernando y la guitarra de Guille se mantuvieran inamovibles. De este modo, fueron "Desperados", tras la marcha de Rafa y Amando, Javi Martínez -ex Viceversa- al bajo, Rafa Kas -ex Ilegales- a la guitarra y Raúl Martín a la guitarra tras la posterior marcha de Rafa Kas. Además Julián Infante (Tequila, Los Rodríguez) también había tocando anteriormente la guitarra en algunos conciertos para cubrir alguna baja por servicio militar de Rafa. También fueron Desperados en alguna gala Josele Santiago, de "Los Enemigos" y Juanma del Olmo, de "Los Elegantes". La batería fue el puesto más inestable y es que, después de que Juan Luis dejara la banda, el puesto fue ocupado por Daniel Parra, durante unos meses-, Carlos Durante, ex Glutamato Ye Yé y el que más estuvo-, Alfonso Lanteros y Ezequiel Martín (en la actualidad llamado Ezequiel Navas).
En 1992 el grupo grabó un disco que ha quedado inédito.
Guille Martín emprendió tras Desperados una intensa carrera musical que le llevó a tocar con La Frontera, Ariel Rot, Andy Chango, Andrés Calamaro, Jaime Urrutia o Loquillo, además de colaborar con Enrique Bunbury o Micky. 
Posteriormente a la disolución de la banda Fernando Martín empezó a trabajar como crítico musical en el diario El País además de continuar participando en múltiples programas radiofónicos como "Buenos Días Babilonia"(1998) de RNE o actualmente la sección "Música Ligera" dentro también de RNE. Tocó a finales de los 90 con Rubén y Leiva de Pereza como banda de acompañamiento antes de formar su grupo y colaboró intensamente con Germán Coppini. En 2007 publicó su primer disco en solitario, Crononauta y ya en 2010 se prepara su vuelta como productor de Platos Rotos, joven grupo carabanchelero y de inspiración Desperada .
En 1997 los hermanos Martín revivieron puntualmente los Desperados bajo el nombre de Neverly Brothers, con un disco de 1995 lleno de grandes colaboraciones como Ariel Rot, Calamaro, Cristina Lliso, José María Granados, Luis Auserón o Micky.
Guille Martin falleció el 18 de agosto de 2006.
En noviembre de 2019 la discográfica Warner edita por fin el disco "Motel Martín", grabado por la última formación del grupo en el verano de 1992. Es disco cuenta con canciones como "Ella tiene que ser", "Tiempo de perros" y "Sr. Policía" y una versión del "Starry Eyes" de The Records, traducida al castellano como "Llama cuanto antes".

## Discografía
- " Desperados" 1986
- " ¿Qué hay de nuevo viejo?" 1986
- " El Golpe" 1989
- " Tan alto como nos dejen, tan fuerte como podamos" 1990
- " Por un puñado de temas" (Recopilatorio)
- " Motel Martín" 2019

Sencillos
- Poker & bourbon/ Louie Louie, 1986.
- Molly/ Desperado Instrumental, 1986.
- Una ocasión/ Waiting for my man, 1986.
- La llave maestra/ El Regreso, 1986.
- Barras y estrellas / Fírmalo (Tequila shuffle) 1988.
- Flores Muertas/ La Guerra de Cuba, 1988.
- La Tormenta/ Chup Chup Baby, 1988.
- Tan alto como nos dejen, tan fuerte como podamos/ Aguas tranquilas, 1989.
- Dulce Chica Triste/ Surf en la Kashba, 1989.